# Rise of the Lion
Rise of the Lion – czwarty album studyjny amerykańskiego zespołu metalcore'owego Miss May I. Został wydany 25 kwietnia 2014 roku.

## Lista utworów
Źródło
1. "Refuse to Believe" 3:55
2. "Lunatik" 3:44
3. "Gone" 3:38
4. "Echoes" 4:03
5. "You Want Me" 3:08
6. "Tangled Tongues" 3:43
7. "Hero With No Name" 3:27
8. "Darker Days" 4:26
9. "End of Me" 3:05
10. "Saints, Sinners and Greats" 2:41